# ВАЗ-2115
ВАЗ-2115 / Лада Самара — чотиридверний передньопривідний седан В Класу, рестайлінгова версія ВАЗ-21099, розробки Волжського автомобільного заводу. Серійний випуск з 1997 по 2012 рік. Входить в лінійку Lada Samara.

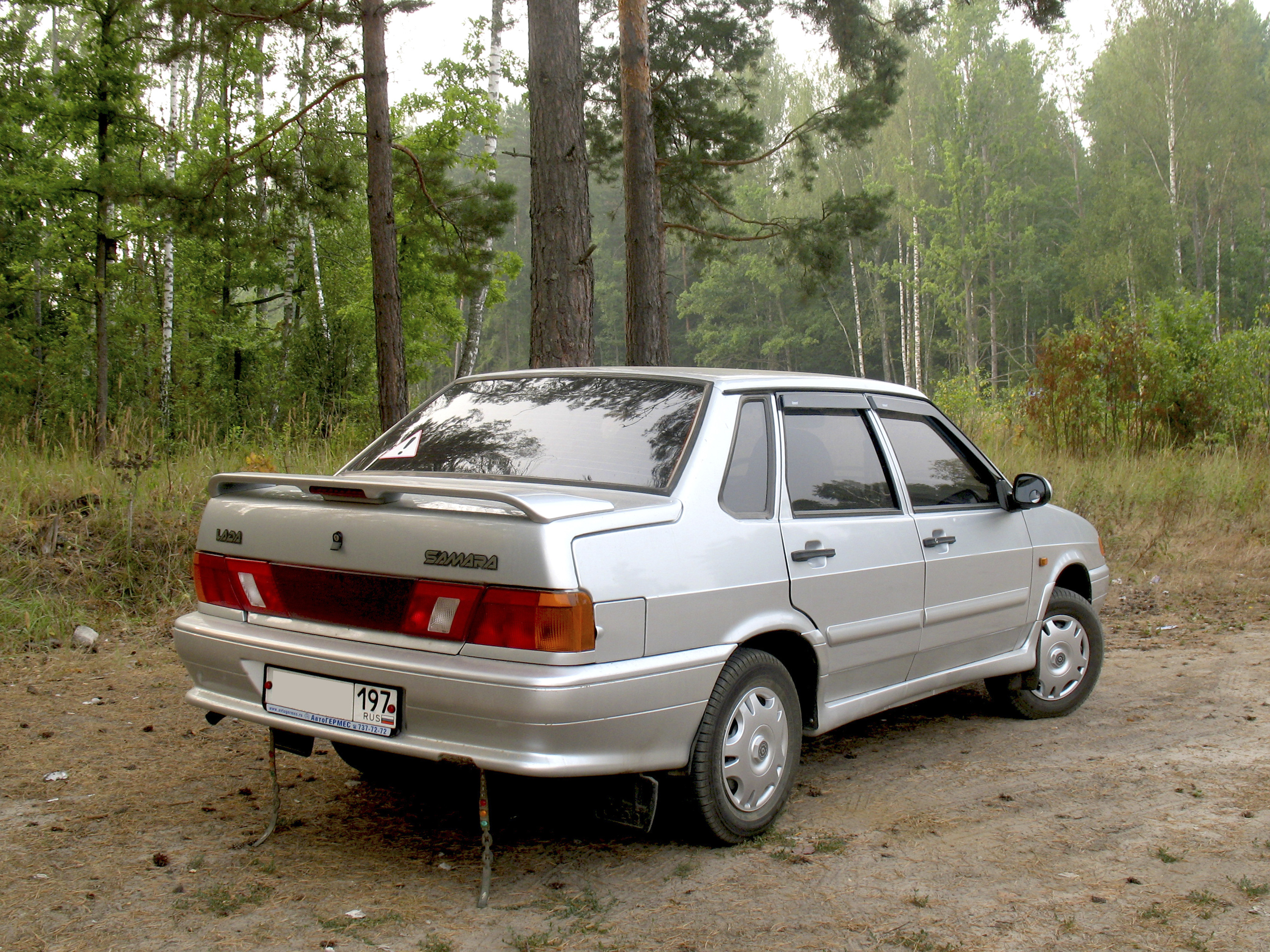
ВАЗ-2115

Автомобіль ВАЗ-2115 став первістком з лінійки під умовною назвою Самара-2, яка є модернізацією моделей сімейства Супутник/Самара. ВАЗ-2115 є рестайлінговую моделлю ВАЗ-21099. Від попередника нова модель відрізняється новою кришкою багажника, новими задніми ліхтарями зі вставкою між ними, бамперами, забарвленими в колір кузова, спойлером багажника з додатковим стоп-сигналом, обтічниками порогів, молдингами дверей, а також новим салоном.
Автомобіль почали збирати в 1997 році в досвідниково-промисловому виробництві, а з 2000 року він був запущений і на заводський конвейєр. У 2004 році він повністю замінив собою модель ВАЗ-21099.
На автомобіль встановлювали 1,5 і 1,6 — літрові бензинові двигуни. Спочатку випускалися модифікації з карбюраторним двигуном. Але в 2000 році вийшла модифікація з двигуном з розподіленим уприскуванням палива.